# Pathosray
Pathosray ist eine italienische Progressive-Metal-Band aus Udine, die im Jahr 2000 unter dem Namen N.D.E. gegründet wurde.

## Geschichte
Die Band wurde im Jahr 2000 unter dem Namen N.D.E. von Schlagzeuger Ivan Moni Bidin, Gitarrist Luca Luison und Sänger Marco Sandron gegründet. Im Jahr 2001 nahm die Band ihr erstes Demo namens Strange Kind of Energies, das im Jahr 2002 veröffentlicht wurde, wobei die Band dann den Namen Pathosray trug. Im Jahr 2006 kamen Bassist Fabio D'Amore und Keyboarder Gianpaolo Rinaldi zur Band und nahmen ein weiteres Demo namens Deathless Crescendo auf. Im Herbst begannen die Aufnahmen zum Debütalbum Pathosray. Das Album wurde im Angel's Wings Studio von Nico Odorico und Mattia Sartori aufgenommen.
Danach kam Alessio Velliscig als neuer Gitarrist zur Band. Die Gruppe sandte das Album an Intromental Management und erreichte mit diesen einen Managementvertrag. Kurz darauf erreichte die Band einen Vertrag mit dem Label Sensory Records. Das Album wurde in den Jailhouse Studios in Dänemark von Tommy Hansen im Juli 2007 abgemischt. Das Cover wurde von Mattias Norén von ProgArt Media übernommen. Das Album wurde in den USA am 27. Oktober 2007, in Kanada und Europa am 26. Oktober und einen Monat später in Japan über  Marquee/Avalon. Nach der Veröffentlichung folgten einige Auftritte in Italien und im September 2008 ein Auftritt in den USA auf dem ProgPower USA. Zwei Wochen später folgte ein Auftritt auf dem ProgPower Europe in den Niederlanden.
Den Rest des Jahres 2008 verbrachte die Band mit Arbeiten zum neuen Album Sunless Skies. Das Album wurde von Ivan Moni Bidin und Fabio D'Amore in den Artesonika Studios in Italien aufgenommen und in Schweden von Johan Ornborg und Jens Bogren in den Fascination Street Studios abgemischt und gemastert. Die Band erreichte einen Vertrag mit Frontiers Records für die weltweite Veröffentlichung. In Japan erschien das Album über Soundholic Records. Das Album erschien am 24. April in Japan, am 25. Mai in Europa und am 9. Juni in den USA. Am 25. September folgte ein Auftritt auf dem ProgPower Scandinavia in Dänemark. Danach verließ Gitarrist Alessio Velliscig die Band und wurde im Sommer 2010 durch Antonio Petris ersetzt.

## Stil
Die Band spielt Progressive Metal der mit der Musik von Bands wie Dream Theater, Symphony X, Ayreon und Redemption beschrieben wird.

## Diskografie
- Strange Kind of Energies (Demo, 2002, Eigenveröffentlichung)
- Deathless Crescendo (Demo, 2006, Eigenveröffentlichung)
- Pathosray (Album, 2007, Sensory Records (weltweit), Marquee/Avalon (Japan))
- Sunless Skies (Album, 2009, Frontiers Records (weltweit), Soundholic Records (Japan))